# Apocalypse de la Theotokos

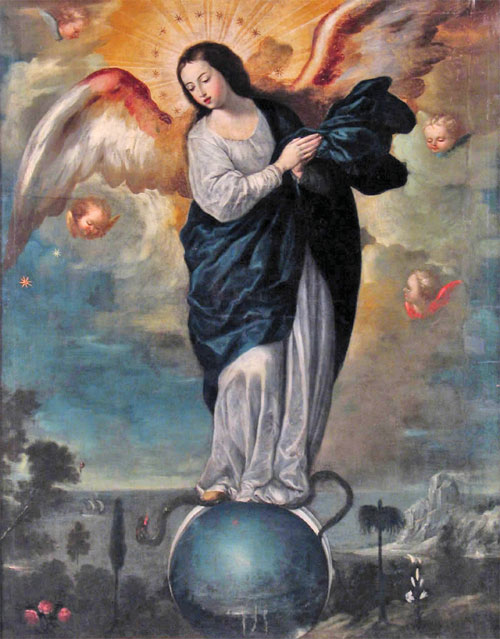
La Vierge Marie demande à descendre en enfer et à découvrir de quelle manière les âmes sont tourmentées.

L’Apocalypse de la Theotokos est un récit apocryphe chrétien byzantin composé entre le IXe et le XIe siècle. L’œuvre décrit le voyage en enfer de la Vierge Marie qui, accompagnée de l’archange Michel et de ses anges, va à la rencontre de la souffrance des damnés. Il découle de l’apocryphe original grec de multiples versions en diverses langues qui se retrouvent sous différents noms : Apocalypse de la très sainte Mère du Seigneur, Apocalypse de la Mère de Dieu, Apocalypse de la Vierge Marie (ou seulement de Marie ou de la Vierge) et en langues slaves sous le nom Pèlerinage de la Mère de Dieu parmi les tourments.
L’Apocalypse de la Theotokos écrite quelques siècles après l’Apocalypse de Paul en serait possiblement la première adaptation médiévale. Elle en est une version similaire, plus courte, où l’apôtre Paul est remplacé par la Mère de Dieu. Non seulement l’Apocalypse est plus courte, mais elle est aussi plus sobre et mieux construite. 

## Contexte historique et littéraire

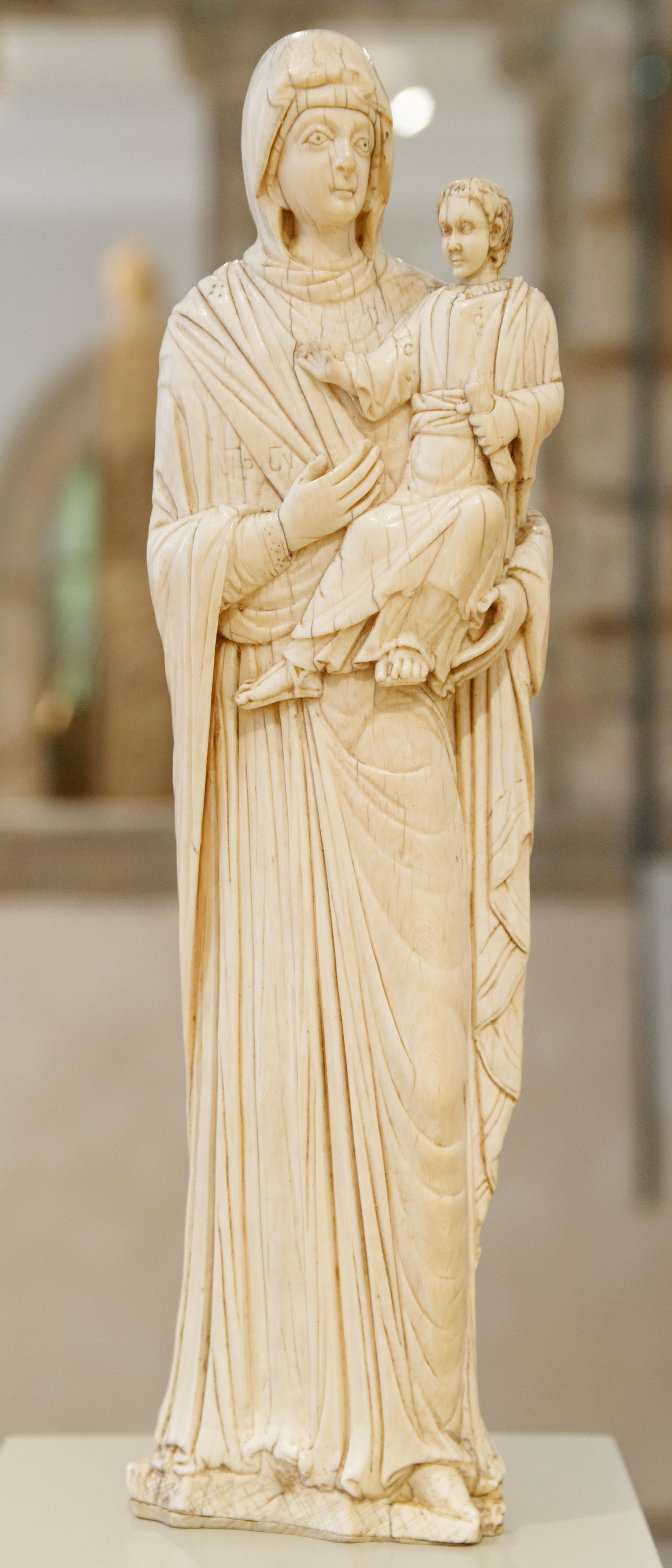
Art byzantin représentant la dévotion à la Theotokos (Mère de Dieu)

En 430, le mot grec Theotokos qui signifie « Mère de Dieu » est sanctionné par le concile d’Éphèse et défend l’idée que Jésus est à la fois le Fils de Marie et le Fils de Dieu devenu homme et donc que Marie est la Mère de Dieu. À la fin du VIIe siècle, la liturgie syrienne s’étend à Byzance et lors du deuxième concile de Nicée en 787, en réponse à l’iconoclasme de l’Empire byzantin, la dévotion de la Theotokos prend un essor encore plus grand. La vénération de l’Église pour la doctrine de la Theotokos est alors réaffirmée. Ces paroles illustrent bien cette nouvelle position pour Marie : « Tout ce que chante de la Vierge la liturgie byzantine, elle le fait découler de sa foi en Jésus vrai Fils de Dieu et vrai Dieu, qui a remporté la victoire définitive sur le péché, le démon et le monde. Ainsi on ne peut adorer le Fils sans honorer la Mère ». 
L’Apocalypse de la Theotokos voit le jour dans le contexte d’une forte mariologie byzantine, où les fictions normatives sont alors très prisées et au moment où Marie acquiert de façon permanente son rôle d’intercession. La gloire de la Sainte Vierge la place au-dessus des anges et par sa toute-puissance suppliante les faveurs du Ciel sont accordées aux hommes. Un passage de l’Apocalypse de la Theotokos souligne bien la capacité d’intercession qu’on accordait à la Vierge Marie : « Alors l’ayant vue, les tourmentés lui dirent : comment nous es-tu venue visiter, sainte Mère de Dieu, quand ton benoît Fils est venu sur terre et ne nous a pas interrogés, ni Abraham le patriarche, ni Moïse le prophète, ni Jean le Baptiste, ni l’apôtre Paul le bien-aimé de Dieu ? Mais toi, sainte Mère de Dieu et médiatrice, tu es le rempart de la gent chrétienne, tu supplies Dieu. Comment nous as-tu visités, malheureux que nous sommes ? ».

## L'évolution des intercessions

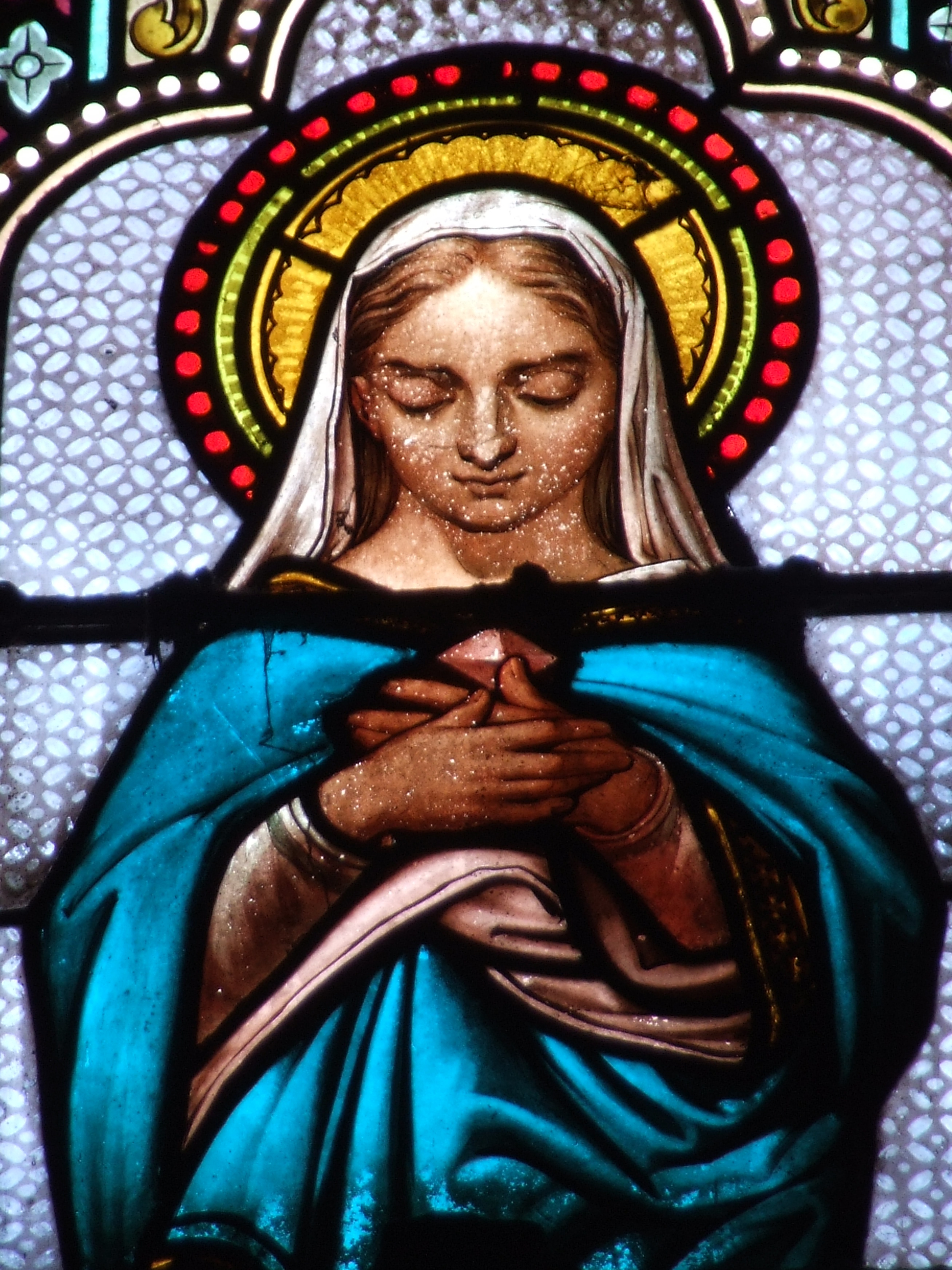
Les prières de la Vierge Marie sont dotées d'une puissance au-delà des autres.

L'Apocalypse de la Theotokos est construite autour du thème de l'intercession. Alors que dans l'Antiquité tardive les pécheurs pouvaient adresser leurs demandes directement à Dieu, quelques siècles plus tard, il devenait impératif qu'un surhumain représente ces pécheurs et déploie des efforts afin d'intercéder leur cause auprès de Dieu. L'oeuvre de l'Apocalypse de la Theotokos a été créé dans ce contexte où un intercesseur devenait indispensable entre les pécheurs et Dieu, et ce rôle avait une valeur d'autant plus grande qu'il était leur seul espoir d'accéder au Paradis. Il n'est donc pas surprenant que dans l'Apocalypse de Paul, apocryphe écrit antérieurement à l'idée d'un Dieu inaccessible, il ne s'y trouve aucun intercesseur, intermédiaire ou surhumain alors que dans l'Apocalypse de la Mère de Dieu, le rôle d'intercession de la Vierge Marie en est le pivot du récit.

## Manuscrits, éditions et influence de l’œuvre
L’Apocalypse de la Theotokos présente un défi particulier concernant la datation vu la vaste quantité de versions à la fois médiévales et modernes. Parmi les manuscrits trouvés, il y a des versions en langue grecque, éthiopique, syriaque, arabe, latine, irlandaise, géorgienne, arménienne, slave et roumaine. Néanmoins, deux aspects permettent d’avancer une estimation sur la datation : le changement du Code pénal byzantin au milieu du VIIIe siècle et le développement du culte de la Marie comme intercesseur qui a débuté aux IXe et Xe siècles. 
Un des plus anciens manuscrits en grec, no 333, se trouve à Vienne et date du XIIe siècle. C’est une version incomplète qui comporte des lacunes, mais la forme est sobre ce qui permet de penser qu’elle serait la plus fidèle à l’originale. Pierre Pascal a réalisé une version française d’après deux textes de la version slave qui sont les plus proches de cette version grecque no 333 : le manuscrit de la Trinité-Saint-Serge du XIIe siècle et le manuscrit no 229 de 1602 situé à Leningrad. M. Gidel quant à lui a publié à Paris au XIXe siècle la première version complète de l’Apocalypse de la Theotokos à partir de versions manuscrites de Paris, les manuscrits grecs no 390 et no 1631, Bibliothèque nationale de Paris. 
Plusieurs versions sont plus ou moins modifiées. Certaines copies du XVe, XVIe, XVIIe siècles comportent multiples arrangements qui ont été ajoutés à la version originale, la langue est rajeunie et la descente en enfer est complétée. De ces versions modernes est imprimée en 1870, à Athènes, une version avec une conclusion naïvement moralisatrice promettant le ciel à ceux qui possèdent un exemplaire et s’en servent assidument. Ces versions modernes seraient de moindre valeur. 
L’œuvre a beaucoup voyagé, géographiquement et dans le temps. Le nombre impressionnant de versions et de traductions ainsi que la continuité dans le temps démontrent l’importance de la réception de l’œuvre. Bien que l’Église condamnât la littérature apocalyptique, leur lecture était pourtant appréciée au sein des monastères. En Russie, le Pèlerinage de la Mère de Dieu parmi les tourments connait auprès des chrétiens russes un succès particulièrement important et constant. L’œuvre faisait écho aux idées religieuses du peuple russe et l’Apocalypse se retrouve même dans la fiction très prisée Les Frères Karamazov écrite par Dostoïevski. 

## Contenu de l’œuvre
L’Apocalypse de la Theotokos est un récit distinct dans le sens qu’il n’est pas doté de saint protagoniste ou d’un narrateur et qu’il reprend de nombreuses représentations chrétiennes de l’Antiquité tardive tout en mélangeant les croyances grecques qui prenaient place concernant l’Au-delà. L'on y trouve la Sainte Vierge dans « son rôle tout-puissant de clémence, désarmant, suivant des idées chères au Moyen Âge, l’éternelle justice de Dieu ». Ce voyage au pays des damnés qu'entreprend la Mère de Dieu se situe entre le moment de son Ascension et sa mort. 
L’Apocalypse de la Theotokos est inspirée de l’Apocalypse de Paul. Alors que l’Apocalypse de Paul comprend une visite complète de l’Autre monde, celle de la Theotokos est construite exclusivement sur une des huit sections de celle de Paul ; celle concernant les punitions et l’intercession. Tout comme dans l’Apocalypse de Paul, les péchés se décomposent en trois groupes majeurs qui apparaissent dans le même ordre ; les péchés sociaux, sexuels et les plus graves ; les cléricaux. Le récit est construit différemment, car celui de Paul est écrit à la première personne alors que celui de Marie est à la troisième personne. Ceci représente un changement radical des conventions qui prévalaient jusqu’alors à travers les apocalypses. L’ambiance et l’attitude de Marie sont aussi très différentes de celle de Paul Le récit ne comporte aucun démon ou ange terrible. Les punitions sont infligées par des bêtes (ver, serpent, dragon) et sont reliées au péché commis. Ce sont plus des tortures de l’état d’esprit que des tortures imposées par l’extérieur. 
Plusieurs thèmes ressortent de l’œuvre. L’auteur Dostoïevski les a compris et les souligne à travers son personnage de fiction Ivan Karamozov « le problème du mal, la nécessité d’un châtiment et la possibilité d’une mitigation des peines grâce à l’intercession compatissante de la Vierge. De sorte qu’à la fin les damnés confessent unanimement la justesse de la sentence divine ». 
L’Apocalypse débute par une prière de la Vierge Marie sur le mont des Oliviers où elle implore Saint Michel d’être son guide afin qu’elle puisse entreprendre un voyage initiatique au royaume de la mort et être informée des tourments des damnés. L’archange Michel accompagné de quatre cents anges accède à sa demande et aussitôt les ténèbres se dissipent. L’Apocalypse de la Theotokos, contrairement à d’autres apocalypses, débute donc directement par la visite en enfer.

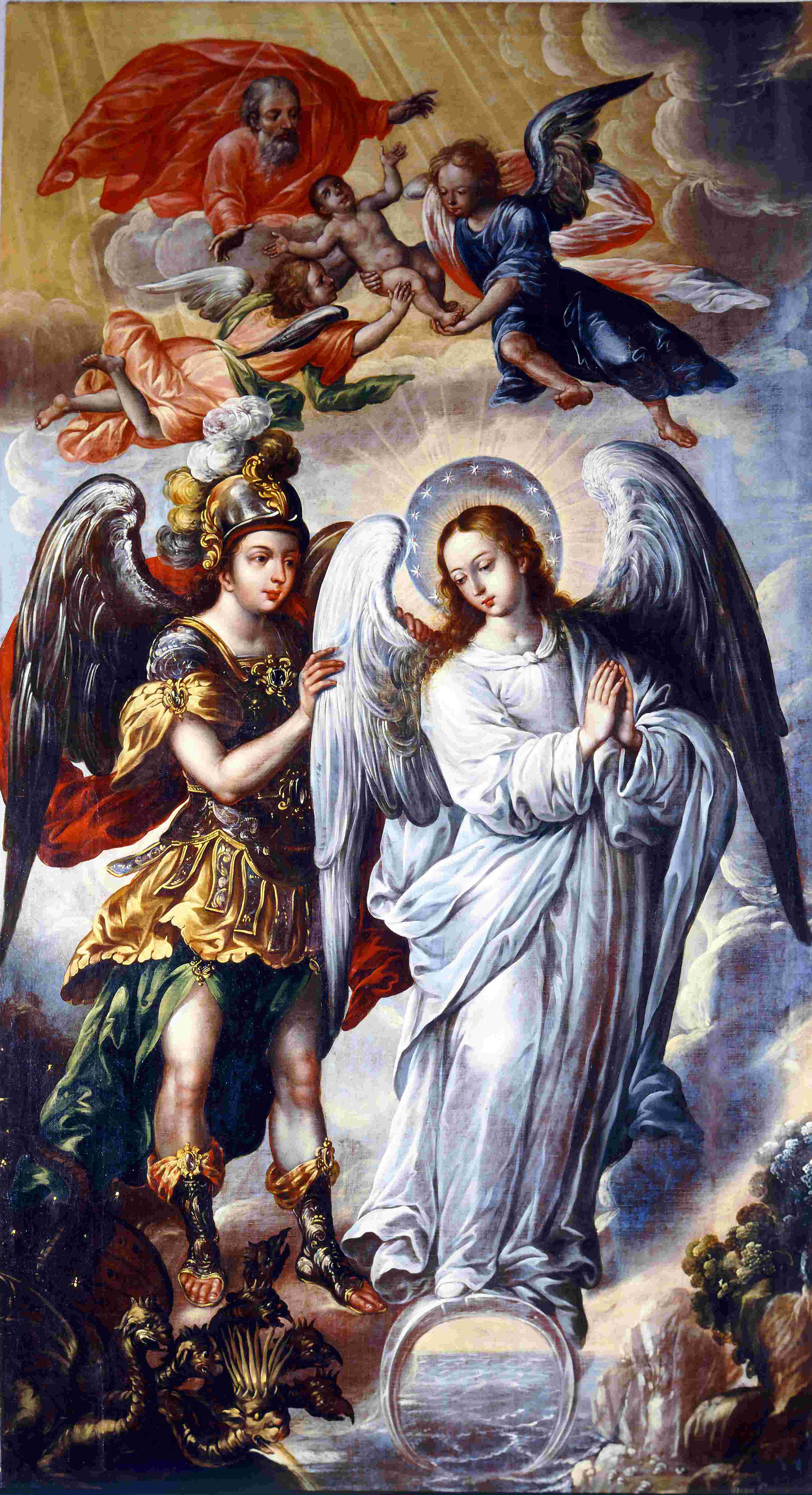
L'archange Michel sert de guide à la Vierge Marie pour son voyage en enfer.

Tout au long de la visite des différents endroits des ténèbres, le même procédé est repris ; la Mère de Dieu demande à l’archange Michel, pour chaque personne ou groupe de damnés rencontrés, de lui décrire la faute qu’ils ont commise. Et parfois, ce qui est une nouveauté dans le récit apocryphe, Marie s’adresse directement aux pécheurs et démontre par ce geste son extrême compassion. Les tourments sont évidemment en conséquence de la gravité des péchés. La vision nous révèle différentes punitions en enfer, par exemple : 
- Ceux qui ne croyaient ni au Père, ni au Fils ni au Saint-Esprit se retrouvaient à gémir et pleurer et pire, ceux qui en supplément ne croyaient pas en la Vierge Marie devaient subir une noirceur plus profonde.
- Mentir en tenant la sainte Croix, manger de la chair, recevoir une malédiction par ses parents, battre et maltraiter ses compères plongeaient les damnés dans le fleuve de feu.
- Toucher des intérêts, causer des médisances ou la séparation des couples et familles, se remarier en étant femme de prêtres ou les nonnes qui avaient connu la luxure étaient condamnés tous ces pécheurs à être suspendus soit par les pieds, la langue, les ongles, les dents ou les quatre extrémités et à être mangés par les vers ou les serpents.
- Ne pas respecter les principes de l’Église, ne pas aller aux offices, ne pas se lever à l’arrivée des prêtres dans l’église condamnait à être couchés sur un nuage ou une table de feu.
- Les prêtres, prédicateurs, l’ordre angélique et apostolique trouvés indignes de leurs rôles subissent le feu à travers le crâne, par un dragon et peuvent être mangés sans arrêt par un ver.
- Dans le fleuve de feu se retrouve un mélange de multiples pécheurs ; les fornicateurs et adultères, les voleurs, ceux qui écoutent secrètement ce que disent leurs prochains, les querelleurs et les calomniateurs, ceux qui moissonnaient ou retournaient les champs d’autrui, ceux qui n’attendent pas la fin du jeûne, ceux qui mangent le travail d’autrui, et séparent maris et femmes, les ivrognes, les princes impitoyables, les évêques et patriarches et les tsars qui n’ont pas accompli la volonté de Dieu, les avides d’argent, ceux qui prennent des intérêts et les fauteurs d’iniquité.
- Et puis les Juifs qui ont tourmenté le Fils de Dieu, les païens non baptisés, les chrétiens qui croient aux démons et ont renié Dieu, les fornicateurs, les empoisonneurs, les tueurs se trouvent dans une tempête dans le fleuve où des vagues de feu se déchaînent sur eux.

Après sa visite parmi toutes les catégories de damnés, sa demande de prendre la place des pécheurs, la très Sainte Mère de Dieu demande alors à être élevée dans les cieux et se retrouve devant l’invisible Père et son Fils béni. L’Apocalypse ne décrit pas le paradis et se concentre sur la supplication de la Vierge afin d’intercéder pour les pécheurs. Elle souligne qu’elle ne le fait pas pour les infidèles juifs, mais bien pour les chrétiens pour qui elle implore la miséricorde. L’Apocalypse se termine alors par la réponse de Jésus qui accède à sa demande et accorde aux pécheurs un répit, démontrant toute la puissance de l’influence de la Vierge Marie : « [ …] voici ce que je vous donne à vous qui êtes tourmentés jour et nuit : du grand jeudi à la sainte Pentecôte, ayez relâche et glorifiez le Père et le Fils et le Saint-Esprit. »

## L’Apocalypse de la Theotokosdans l’œuvreLes Frères Karamazov
Le résumé qu’Ivan Karamozov dans Les frères Karamozov fait sur le voyage de Marie en enfer qui constitue un bon résumé de l’Apocalypse : « La Mère de Dieu visite l’enfer, et son guide à travers les tourments est l’archange Michel. Elle voit les pécheurs et leurs supplices. Il y a là, entre autres, une bien curieuse catégorie de pécheurs dans un lac de feu : ceux qui y sont plongés sans pouvoir en sortir jamais sont “désormais oubliés de Dieu”, expression d’une force et d’une profondeur extrêmes. Or voici que, stupéfaite et pleurante, la Mère de Dieu tombe devant le trône de Dieu et pour tous ceux qu’elle a vus, sans distinction. Son dialogue avec Dieu est d’un intérêt colossal. Elle supplie ; elle reste sur place ; quand Dieu lui montre les mains et les pieds de son Fils percés de clous et lui demande : “Comment pardonnerai-je à ses bourreaux  ?” elle ordonne à tous les saints, tous les martyrs, tous les anges et archanges de tomber à genoux à ses côtés et d’implorer la grâce de tous les damnés sans distinction. Finalement elle obtient de Dieu la cessation de leurs tourments chaque année du Vendredi saint à la Pentecôte, et les pécheurs, du fond de l’enfer, aussitôt remercient le Seigneur et clament : “Tu es juste, Seigneur, tu as bien jugé !”. 
Il ressort deux points fondamentaux de ce passage ; le souhait que les pécheurs puissent être pardonnés ou au moins qu’il leur soit donné un repos et ensuite démontrer l’efficacité des prières des chrétiens et la puissance de l’intervention de la Mère de Dieu. 